# Aorangia
Genre
Aorangia est un genre d'araignées aranéomorphes de la famille des Stiphidiidae.

## Distribution
Les espèces de ce genre sont endémiques de Nouvelle-Zélande.

## Liste des espèces
Selon World Spider Catalog (version 18.5, 18/11/2017) :
- Aorangia agama Forster & Wilton, 1973
- Aorangia ansa Forster & Wilton, 1973
- Aorangia fiordensis Forster & Wilton, 1973
- Aorangia isolata Forster & Wilton, 1973
- Aorangia kapitiensis Forster & Wilton, 1973
- Aorangia mauii Forster & Wilton, 1973
- Aorangia muscicola Forster & Wilton, 1973
- Aorangia obscura Forster & Wilton, 1973
- Aorangia otira Forster & Wilton, 1973
- Aorangia pilgrimi Forster & Wilton, 1973
- Aorangia poppelwelli Forster & Wilton, 1973
- Aorangia pudica Forster & Wilton, 1973
- Aorangia semita Forster & Wilton, 1973
- Aorangia silvestris Forster & Wilton, 1973
- Aorangia singularis Forster & Wilton, 1973
- Aorangia tumida Forster & Wilton, 1973

## Publication originale
- Forster & Wilton, 1973 : The spiders of New Zealand. Part IV. Otago Museum Bulletin, vol. 4, p. 1-309.